# Oscar Mollohuanca
Oscar Mollohuanca (Perú, 1961-sector Jaruma Alcasama, distrito de Pallpata, provincia de Espinar, Cusco, 7 de marzo de 2022) fue un reconocido defensor de derechos humanos en Perú. Fue alcalde de la provincia de Espinar en Perú, en dos periodos (noviembre de 1999 y enero de 2011).

## Papel en la huelga de Tintaya

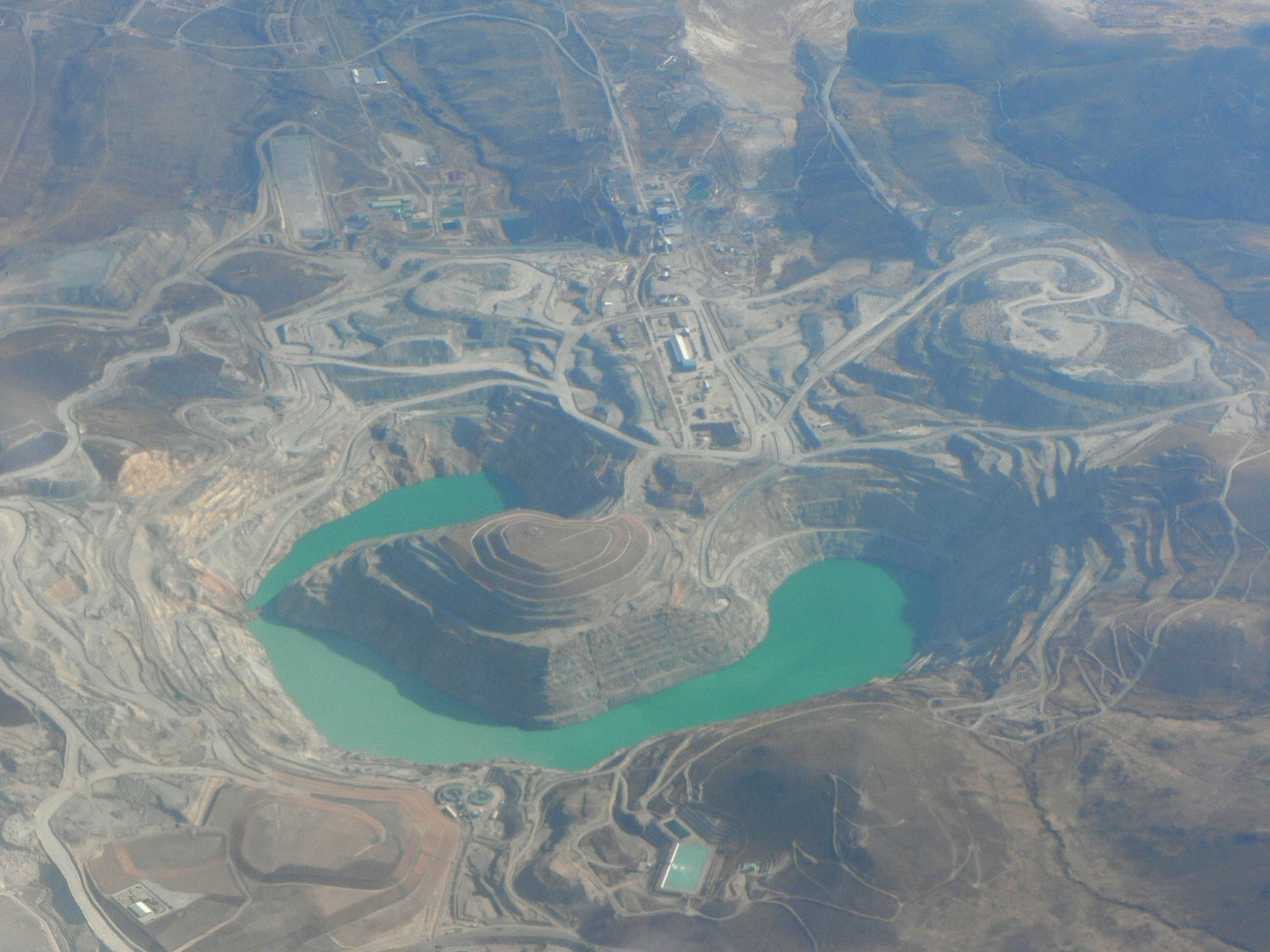
Mina de cobre Tintaya vista desde el aire

El 21 de mayo de 2012, líderes de las comunidades de la provincia de Espinar anunciaron una huelga contra la expansión planificada de la mina Tintaya (una mina de cobre que en ese momento fue propiedad de la corporación suiza Xstrata, luego fusionada con Glencore). Las demandas de los líderes incluían mejoras en los estándares ambientales de la mina y su supervisión independiente y más dinero para el desarrollo de la región.
Los huelguistas ocuparon los caminos a la mina durante la semana siguiente, bloqueando todos los accesos. En respuesta, el presidente Ollanta Humala declaró el estado de emergencia en la provincia, suspendiendo los derechos constitucionales, y desplegó comandos policiales contra los huelguistas. Dos civiles murieron en los enfrentamientos resultantes y setenta policías resultaron heridos.

## Persecución jurídica
El 30 de mayo, Mollohuanca solicitó al gobierno nacional que mediara en las conversaciones entre Xstrata y los huelguistas.  Al día siguiente fue detenido en la Alcaldía de Espinar por más de una decena de policías del gobierno nacional y acusado de instigar protestas contra la expansión de una mina. Luego fue trasladado a la cárcel de Cuzco y al día siguiente a una cárcel de Ica.
Las autoridades acusaron a Mollohuanca de usar fondos públicos para apoyar las protestas e incitar a la violencia, y un juez le ordenó cumplir cinco meses de prisión preventiva mientras se investigaban las acusaciones en su contra. Mollohuanca calificó su detención como "seguramente dictada por presiones de arriba, porque aquí lo que tenemos en juego son grandes intereses de, por ejemplo, empresas mineras".
Amnistía Internacional lanzó una campaña de envío de cartas en respuesta al arresto, instando a las autoridades a acusar a Mollohuanca de un delito penal o dejarlo en libertad de inmediato. Los grupos peruanos de derechos humanos también apelaron el caso de Mollohuanca, argumentando que su detención fue arbitraria. Vigilias y protestas se llevaron a cabo en su nombre en todo el país.
El 13 de junio, un tribunal de apelaciones ordenó su liberación, aunque seguía bajo investigación penal. Al dirigirse a los medios de comunicación tras ser liberado, Mollohuanca protestó por su detención "arbitraria" y llamó al "diálogo para abordar los problemas ambientales y sociales de la zona".
El 7 de marzo de 2022 fue encontrado muerto cerca de su casa, boca abajo, con el torso desnudo y lejos de sus botas y su teléfono móvil. Tenía 61 años.